# Sheikh Salahuddin Jewel
Sheikh Salahuddin Jewel est un politicien bangladais de la Ligue Awami du Bangladesh et le député sortant de Khulna-2.

## Jeunesse
Jewel est le deuxième fils de Sheikh Abu Naser, frère cadet de Sheikh Mujibur Rahman. Le Premier ministre Sheikh Hasina est sa cousine.

## Carrière
La maison de Jewel a été attaquée le 30 octobre 2014 par des individus armés. Personne n'a été blessé dans l'attaque. Il a été élu au Parlement le 30 décembre 2018 pour le district de Khulna-2 comme candidat de la Ligue Awami du Bangladesh,.